# Gabriel Narutowicz
Gabriel Narutowicz (Telšiai, 17 de março de 1865 — Varsóvia, 16 de dezembro de 1922)  foi um professor polonês lituano de engenharia hidrelétrica e político que serviu como o primeiro presidente da Polônia de 11 de dezembro de 1922 até seu assassinato em 16 de dezembro, cinco dias após assumir o cargo. Ele serviu anteriormente como Ministro de Obras Públicas de 1920 a 1921 e brevemente como Ministro das Relações Exteriores em 1922. Um engenheiro renomado e politicamente independente, Narutowicz foi o primeiro chefe de estado eleito após a reconquista da soberania da Polônia de poderes de partição.

## Vida
Nascido em uma família nobre com forte sentimento patriótico, Narutowicz estudou na Universidade de São Petersburgo antes de se mudar para a Politécnica de Zurique e concluir seus estudos na Suíça. Engenheiro de profissão, ele foi um pioneiro da eletrificação e suas obras foram apresentadas em exposições na Europa Ocidental. Narutowicz também dirigiu a construção das primeiras usinas hidrelétricas europeias em Monthey, Mühleberg e Andelsbuch. Em 1907, ele foi nomeado professor de hidrelétrica e engenharia hidráulica em Zurique, e foi posteriormente designado para manter o Reno. Em setembro de 1919, Narutowicz foi convidado pelas autoridades polonesas para reconstruir a infraestrutura do país após a devastação causada pela Primeira Guerra Mundial. Em 23 de junho de 1920, Narutowicz tornou-se Ministro das Obras Públicas do governo de Władysław Grabski. Após a conduta bem-sucedida da delegação polonesa na Conferência de Gênova, em 28 de junho de 1922, ele se tornou o Ministro dos Negócios Estrangeiros no gabinete de Artur Śliwiński.
Durante as eleições de 1922, Narutowicz foi apoiado pela centro-esquerda, mais notavelmente pelo Partido do Povo Polonês "Wyzwolenie", e por minorias nacionais, mas foi duramente criticado pelos Nacionais Democratas de direita. Fanáticos de extrema direita, sindicatos ultracatólicos e nacionalistas o apontaram por simpatia para com os judeus poloneses. Ao derrotar o outro candidato, Maurycy Zamoyski, Gabriel Narutowicz foi eleito o primeiro presidente da Segunda República Polonesa. Depois de apenas cinco dias no cargo, foi assassinado pelo oposicionista Eligiusz Niewiadomski enquanto visualizava pinturas na Galeria de Arte Zacheta. Seu funeral, assistido por quase 500 000 pessoas, foi simultaneamente uma manifestação de paz que diminuiu o poder do movimento de extrema direita nos anos seguintes. Narutowicz foi enterrado com honras em 22 de dezembro de 1922 na abóbada da Catedral de São João em Varsóvia.

Narutowicz era um católico não praticante e um maçom ativo; ele participou de rituais em todo o país.